# Євробачення юних музикантів 2020
Євроба́чення юних музика́нтів 2020 (англ. Eurovision Young Musicians 2020) — це двадцятий конкурс класичної музики серед учасників з різних країн Європи віком від 21 до 21 років, що відбудеться 21 червня 2020 року в м. Загребі, столиці Хорватії. Україна повернулася до участі в конкурсі у 2020 році після восьмирічної перерви.
Гранд-фінал конкурсу відбудеться на сцені просто неба на Площі короля Томислава у столиці Хорватії.

## Країни-учасниці
- Хорватія (HRT)
- Чехія (CT)
- Естонія (ERR)
- Німеччина (WDR)
- Греція (ERT)
- Мальта (PBS)
- Норвегія (NRK)
- Польща (TVP)
- Словенія (RTVSLO)
- Швеція (SVT)
- Україна (НСТУ)

## Організація участі та трансляція в Україні
Мовником-організатором конкурсу в Україні є Національна суспільна телерадікомпанія України (телеканал Перший та Українське радіо), як член Європейської мовної спілки.
Член правління НСТУ Дмитро Хоркін повідомив, що завдяки проекту Українського радіо «Я — віртуоз», який організовує мовник, країна може бути гідно представлена на такому поважному конкурсі та навіть сподіватися на перемогу.

### Відбір учасника від України
До складу журі, що здійснює відбір учасника від України увійшли: члени правління НСТУ Дмитро Хоркін та Ярослав Лодигін і вісім авторитетних фахівців зі світу класичної музики — Володимир Шейко, Юрій Василевич, Юрій Кот, Мирослава Которович, Богдана Півненко, Павло Піменов, Ірина Полстянкіна та Тетяна Рощина.
На участь у відборі на «Євробачення юних музикантів-2020» подали понад 30 заявок. За повідомленням НСТУ серед заявників на участь у відборі найбільше піаністів і скрипалів. Також подали заявку саксофоністи, арфісти, віолончелісти, флейтисти, кларнетисти й бандуристи. Серед заявників є як лауреати міжнародних конкурсів, так і звичайні учні музичних шкіл.